# Playa La Cata
Playa La Cata es una playa rocosa y angosta ubicada en las periferias semirrurales de la localidad de Lirquén, comuna de Penco (Chile). 
Es una playa apta para el baño, conformada por rocas y lugares profundos donde bañarse. 
Según el libro Todo Penco (que narra la historia de la comuna de Penco), hasta 1950 trabajó allí una mariscadora de nombre Catalina —a quien los lugareños le decían cariñosamente La Cata— en cuyo honor se bautizó esta playa.

## Acceso
Para acceder a este lugar se deben caminar unos pocos minutos desde la playa Lirquén por la abandonada línea de ferrocarriles hacia Tomé hasta llegar al final de las viviendas de la aldea de pescadores denominada La Cata, y la otra opción es a través del cerro frente la entrada a la Población Ríos de Chile de Lirquén. Hasta el día de hoy, sólo existen sendas naturales, de fácil acceso, y a su alrededor priman pequeñas playas aptas para el baño.
Se trata de una zona bastante semirrural y natural que producto del terremoto y maremoto del 27 de febrero de 2010 ha quedado casi sin viviendas habitables. Desde ahí en adelante se accede a una pequeña cueva donde se encuentra una virgen, de la cual muchos debotos van periódicamente a entregar ofrendas, además en un camino natural y playas libres de contaminación se encuentran parajes hermosos con zonas aptas para el baño, y en el sector de la virgen a la altura del puente quebrada honda, transita una fuente fluvial de agua dulce, que por la lejanía de las viviendas, tránsito de personas y como una fuente natural, se puede considerar apta para el consumo humano. Ya más al norte se encuentra el túnel ferroviario, cuyos trenes hasta 1985 viajaban a la comuna de Tomé. 
En ese lugar hay lugares de baño bastante profundos y casi vírgenes. 
No existe locomoción colectiva directa hacia ese lugar, lo que invita a las personas a caminar por playas y parajes naturales, conectarse con la naturaleza, lejos de la contaminación acústica propia de la ciudad, conllevando a evitar aglomeraciones de personas.